# شمال إيلينغ (محطة مترو أنفاق لندن)
شمال إيلينغ (بالإنجليزية: North Ealing)‏ هي إحدى محطات مترو أنفاق لندن. تقع على خط بيكاديلي أفتتحت في المنطقة (Zone) رقم 3 أفتتحت في 23 يونيو 1903.

## معرض صور

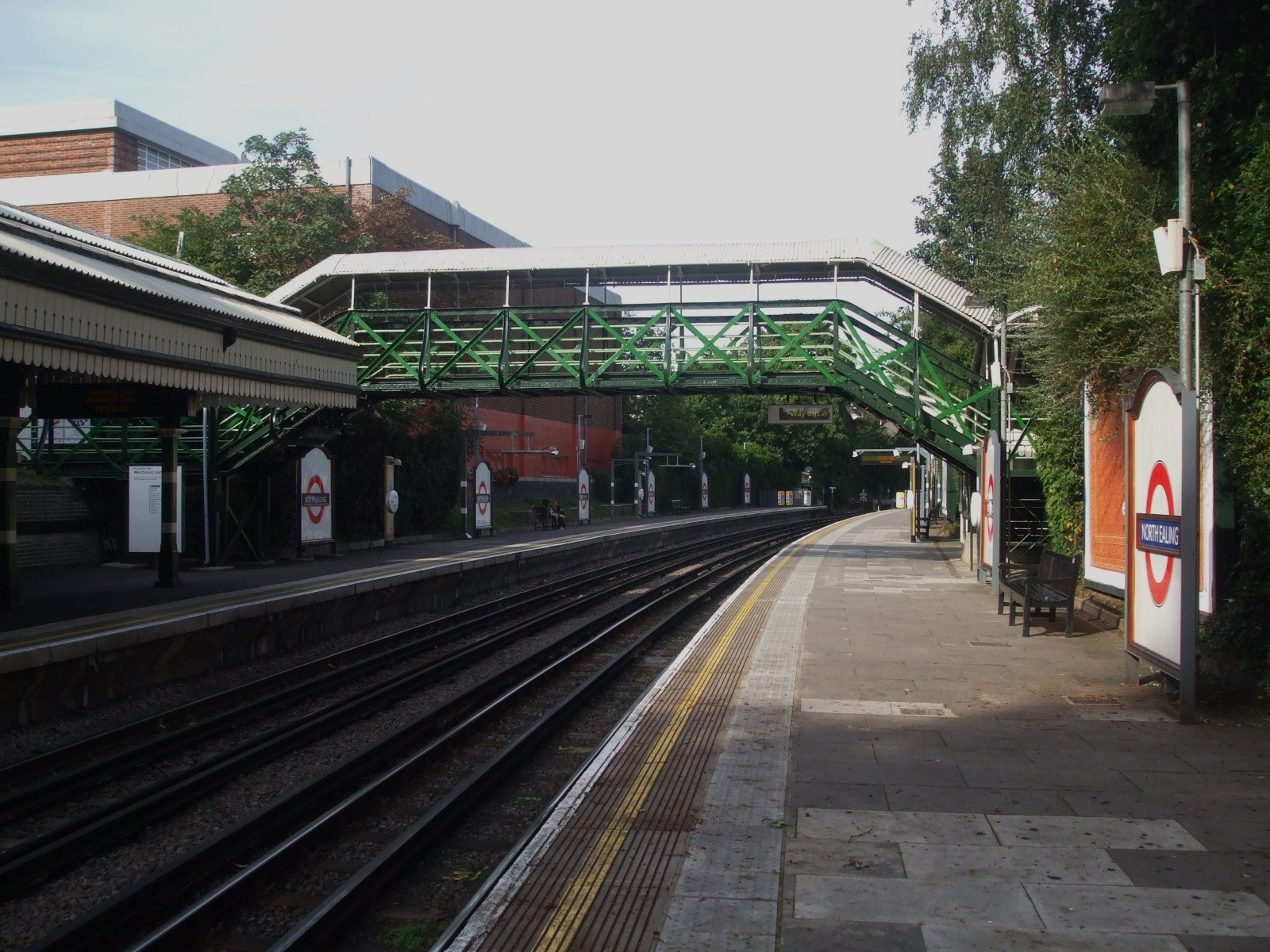
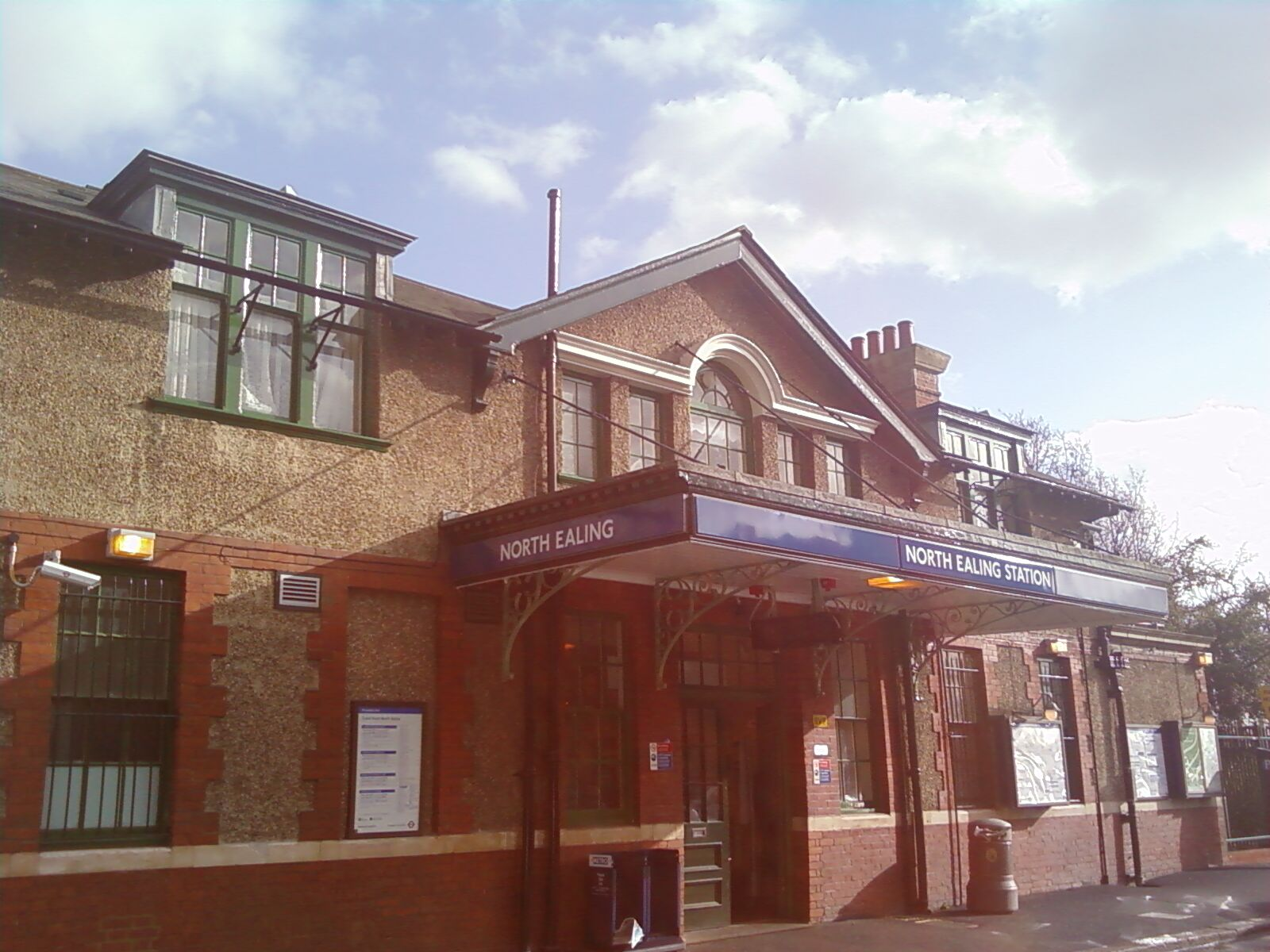
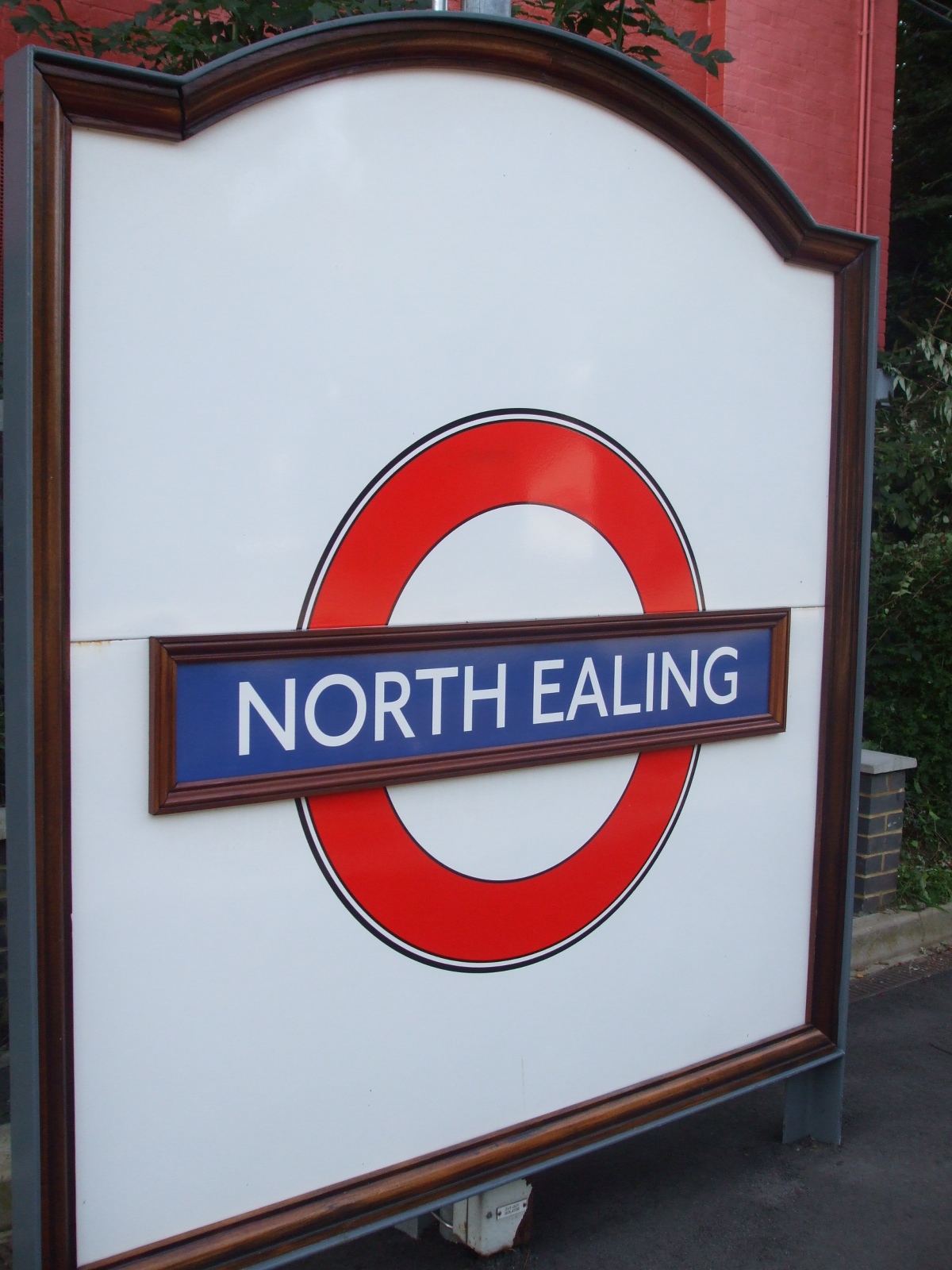
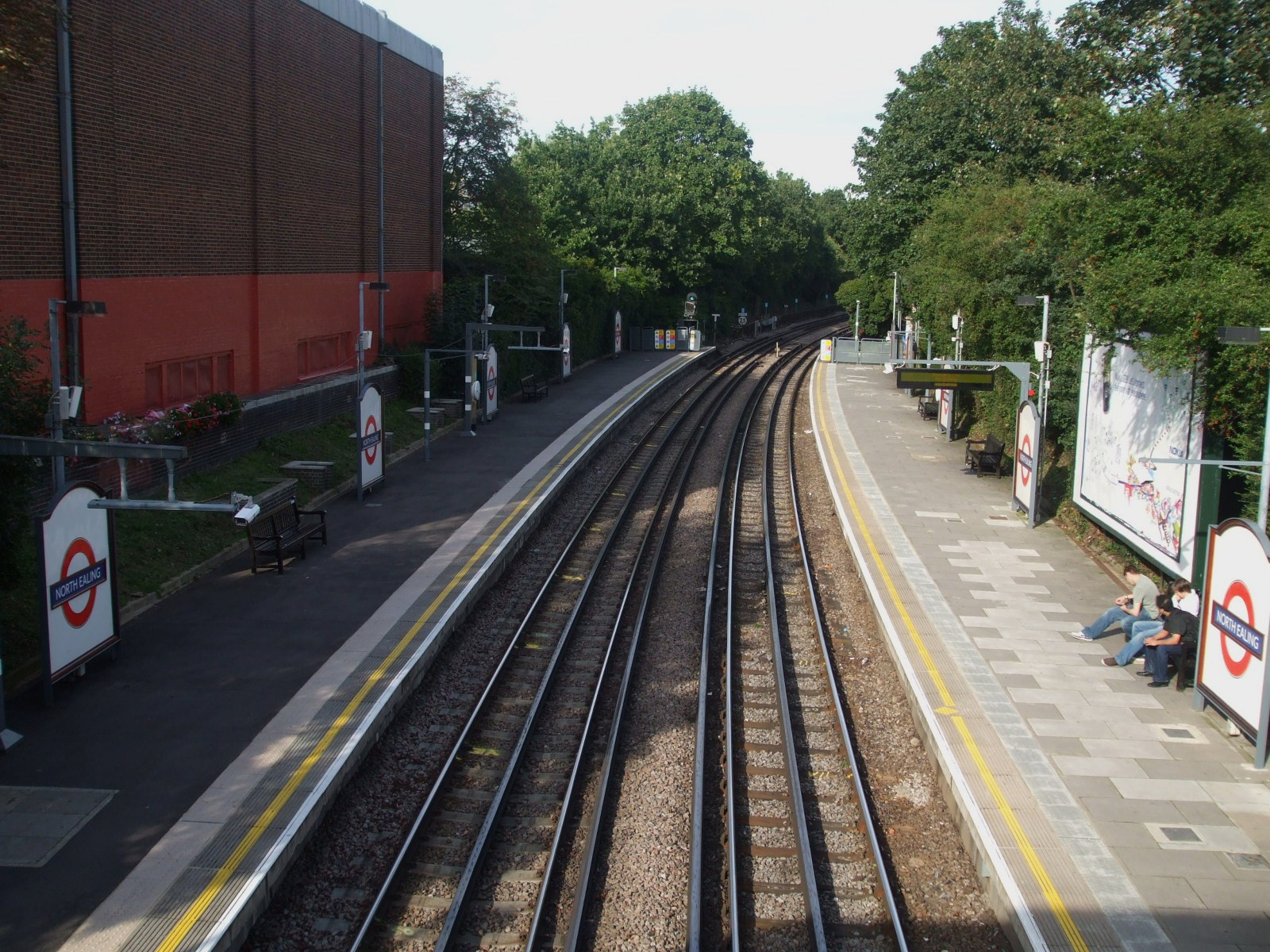
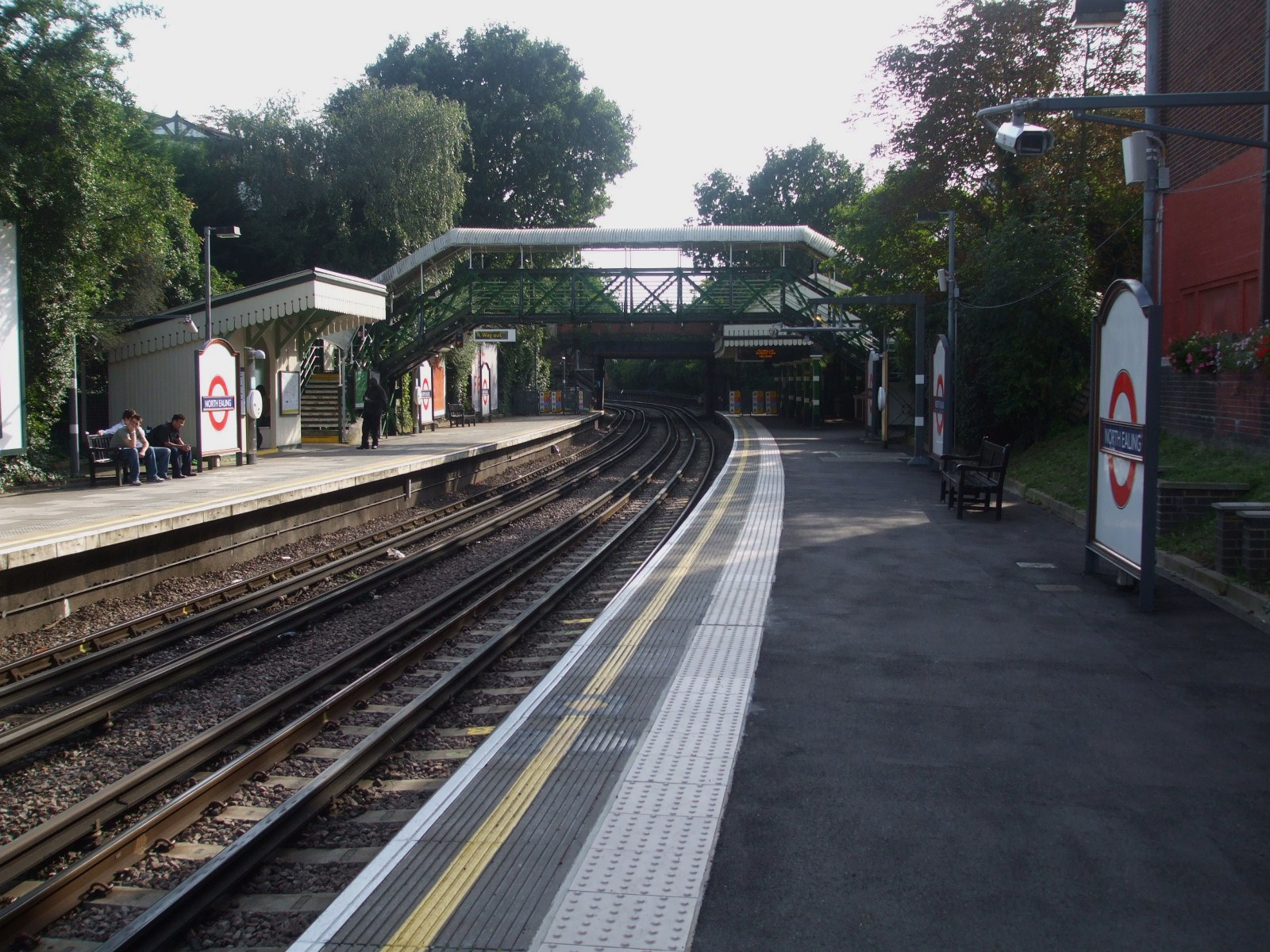